# Ben Flowers
Bennett „Ben“ Flowers (* 15. Juni 1927 in Goldsboro, North Carolina; † 18.  Februar 2009 in Wilson, North Carolina) war ein US-amerikanischer Baseballspieler in der Major League Baseball (MLB) auf der Position des Pitchers. Flowers war ein Pitcher, der hauptsächlich Knuckleballs warf. Seine gesamte Profikarriere dauerte 15 Jahre, von denen er vier Jahre in der MLB spielte.

## Werdegang
Flowers Profikarriere startete 1945 im Alter von 18 Jahren bei den Roanoke Red Sox, einem Farmteam der Boston Red Sox, in der Piedmont League, einer Liga der Minor League Baseball (MiLB). Nach einigen Jahren bei verschiedenen MiLB-Teams gab er mit 24 Jahren sein MLB-Debüt für die Boston Red Sox am 29. September 1951 gegen die New York Yankees. In dem Spiel pitchte er drei Innings und gab zwei Runs ab. Das Spiel verloren die Red Sox mit 0 zu 4. Das war das einzige MLB-Spiel das Flowers in der Saison 1951 bestritt. Nach einem weiteren Jahr in der Pacific Coast League (PCL) spielte Flowers 1953 eine komplette Saison für die Red Sox in der MLB. In dieser Spielzeit lief er 32 Mal für die Red Sox auf; gewann ein Spiel, verlor jedoch vier, bei einer Earned Run Average (ERA) von 3.86 und einem Shutout. Flowers pitchte sein Shutout im Fenway Park am 5. August gegen die St. Louis Browns. Das Spiel gewannen die Red Sox mit 5 zu 0. Das Spiel verlor der spätere World-Series-Gewinner Don Larsen, welcher 1953 sein erstes Jahr in der MLB absolvierte.
Nach zwei weiteren Jahren, in denen er bei den Detroit Tigers, den St. Louis Cardinals und den Philadelphia Phillies unter Vertrag stand, bestritt er am 21. September 1956 sein letztes Spiel in der MLB für die Philadelphia Phillies gegen die New York Giants. In diesem Spiel pitchte er ein Inning und ließ einen Hit zu. Das Spiel verloren die Phillies mit 3 zu 7.
Seine MLB-Statistiken belaufen sich auf insgesamt 76 Spiele, wobei er drei gewonnen und sieben verloren hat. Des Weiteren hat er eine ERA von 4.49 und 86 geworfene Strikeouts, drei Saves und ein Shutout.